# رابرت ناپیر هوبرت کمبل
رابرت ناپیر هوبرت کمبل (انگلیسی: Robert Bray؛ ۱۴ ژوئن ۱۹۰۸ – ۱۴ اوت ۱۹۸۳) فرد نظامی اهل بریتانیا بود. وی همچنین برندهٔ جوایزی همچون نشان امپراتوری بریتانیا و نشان حمام شده‌است.